# История Уэнделла
«История Уэнделла» — американская комедийная картина 2003 года, снятая Люком Уилсоном и Эндрю Уилсоном. В фильме снимаются Люк Уилсон, Ева Мендес, Оуэн Уилсон, Эдди Гриффин, Крис Кристофферсон, Гарри Дин Стэнтон, Сеймур Кассел и Уилл Феррелл

## Сюжет
фильм, рассказывает о приключениях Уэнделла Бейкера, техасского весельчака, чья жизнь меняется после того, как его арестовывают за контрабанду поддельных документов Уэнделл Бейкер имел все, что нужно для счастья: дом, машину, любящую девушку, верного друга и преданную собаку. Но однажды его ловит полиция, и он попадает в тюрьму. После выхода на свободу Уэнделл обнаруживает, что его девушка ушла, а жизнь не сулит ему поблажек. Он устраивается в дом престарелых, чтобы начать все с чистого листа. Но там он узнает, что над бедными стариками издевается бессердечное начальство. Умный и находчивый Уэнделл решает восстановить справедливость и помочь своим подопечным.

## Критика
на агрегаторе рецензий rotten tomatoes фильм получил оценку 40 % на основе 42 рецензий
журнал variety оценил фильм на 70 из 100
Американская ежедневная газета The New York Times оценила фильм на 50 из 100
Los Angeles Times оценил фильм на 40 из 100

## Актёры
в фильме снялись
- Люк Уилсон
- Ева Мендес
- Джейкоб Варгас
- Оуэн Уилсон
- Гарри Дин Стэнтон
- Крис Кристофферсон
- Сеймур Кэссел
- Эдди Гриффин
- Уилл Феррелл
- Анджела Альварадо

## Музыка
композитором фильма выступил
Аарон зигман